# Zhao de Pingyang
La princesse Pingyang (chinois simplifié : 平阳公主 ; chinois traditionnel : 平陽公主 ; pinyin : píngyáng gōngzhǔ), ou formellement princesse Zhao de Pingyang (平陽昭公主), née en 598 et décédée en 623, est la fille de l'empereur Tang Gaozu (Li Yuan), fondateur de la dynastie Tang. Elle l'aide à prendre le pouvoir pour finalement renverser la dynastie Sui en organisant une « Armée de la Dame » (娘子軍), commandée par elle-même, dans sa campagne pour capturer la capitale des Sui Chang'an. À sa manière, elle fut la première générale de la dynastie Tang.

## Origines
La future princesse Pingyang est la troisième fille de Li Yuan, duc de Tang, un titre héréditaire de la dynastie Sui. Elle est toutefois l'unique fille de sa femme, la duchesse Dou, avec laquelle il a également quatre fils : Li Jiancheng, Li Shimin, Li Xuanba (李玄霸), et Li Yuanji. Finalement, Li Yuan la donne en mariage à Chai Shao (柴紹), le fils de Chai Shen (柴慎), duc de Julu.

## Participation à  la fondation de la dynastie Tang
En 617, Li Yuan, alors général en charge à Taiyuan, monta un complot pour détrôner l'empereur Yang de Sui, qui l'avait emprisonné auparavant. Il envoya de nombreux messages à sa fille et son gendre Chai Shao, pour les sommer de revenir de la capitale Sui Chang'an vers Taiyuan.
Chai craignait qu'ils ne puissent s'échapper facilement ensemble, et quand il la consulta, elle lui recommanda d'y aller et qu'elle, en tant que femme, pourrait se cacher plus facilement. Il se dirigea donc secrètement vers Taiyuan et, après avoir rencontré pour la première fois Li Jiancheng et Li Yuanji, que Li Yuan avait également rappelé de Hedong (chinois: 河東, qui fait maintenant partie de Yuncheng, Shanxi), fit un rapport à Taiyuan.
Pingyang s'est tout d'abord cachée, mais elle a par la suite su gagner la loyauté de plusieurs centaines d'hommes en leur distribuant ses richesses personnelles, s'établissant ainsi en soutien majeur de Li Yuan.
Elle envoya son homme de main Ma Sanbao (en) (馬 三寶) pour persuader le chef rebelle He Panren (何 潘仁) de la rejoindre, puis a également persuadé d'autres chefs rebelles Li Zhongwen (李仲文), Xiang Shanzhi (向善 志) et Qiu Shili (丘 師 利) de la rejoindre également. Elle a attaqué et capturé certaines des villes voisines, et elle a rassemblé un total de plus de 70 000 hommes.
À la fin de 617, après avoir traversé le fleuve Jaune dans la région de Chang'an, Li Yuan envoya Chai Shao à un rendez-vous avec Pingyang. Ils ont ensuite rejoint Li Shimin, commandant une aile de l'armée de Li Yuan. Chai et elle ont établi un quartier général séparé en tant que généraux commandants, et son armée est devenue connue sous le nom d '«Armée de la Dame».
En 618, Li Yuan fit céder le trône au petit-fils de l'empereur Yang, Yang You, établissant la dynastie Tang et faisant de lui l'empereur Gaozu. Il fit d'elle la princesse Pingyang, et au vu de ses contributions majeures dans son ascension au pouvoir, l'honora particulièrement.

## Mort
La princesse Pingyang, cependant, n'est pas connue pour avoir été impliquée dans une autre bataille après la capture de Chang'an par son père. Quand elle mourut en 623, l'empereur Gaozu ordonna qu'un grand enterrement militaire, digne d'un grand général, lui soit donné. Lorsque des fonctionnaires du Ministère des Rites se sont opposés à de telles funérailles, jugées inappropriées pour une femme, il a répondu: "Comme vous le savez, la princesse a rassemblé une armée qui nous a aidés à renverser la dynastie Sui. Elle a participé à de nombreuses batailles, et son aide a été décisive dans la fondation de la dynastie Tang.… Ce n'était pas une femme ordinaire. "